# Microtendipes nitidus
Microtendipes nitidus är en tvåvingeart som först beskrevs av Johann Wilhelm Meigen 1818.  Microtendipes nitidus ingår i släktet Microtendipes och familjen fjädermyggor. Arten är reproducerande i Sverige. Inga underarter finns listade i Catalogue of Life.